# Augustin Keller (militaire)
Pour les articles homonymes, voir Augustin Keller et Keller.
Augustin Keller, né le 22 août 1754 à Soleure (SO) (Suisse) et mort probablement après 1799, est un général de l'armée suisse.

## Biographie
Après avoir suivi ses études dans un collège de jésuite, il se lance dans une carrière militaire comme mercenaire au service de la France, où il est nommé commandant de la place de Bruges en 1789.
De retour en Suisse, il est pressenti comme ministre de la guerre de la République helvétique mais ne peut être confirmé à la suite du véto du Directoire français. Il est alors nommé, le 7 novembre 1798, colonel commandant de la légion helvétique puis, le 28 mars 1799, général de l'armée suisse. 
Relevé de son titre de général le 24 mai 1799 pour avoir échoué dans sa tâche lors de la bataille de Stockach, il part à Paris où il est traduit en cour martiale. Il aurait plus tard servi comme commandant de bataillon en France et terminé sa carrière comme capitaine à Batavia au Indes néerlandaises.

## Sources
- « Augustin Keller » dans le Dictionnaire historique de la Suisse en ligne.